# Danh lam thắng cảnh

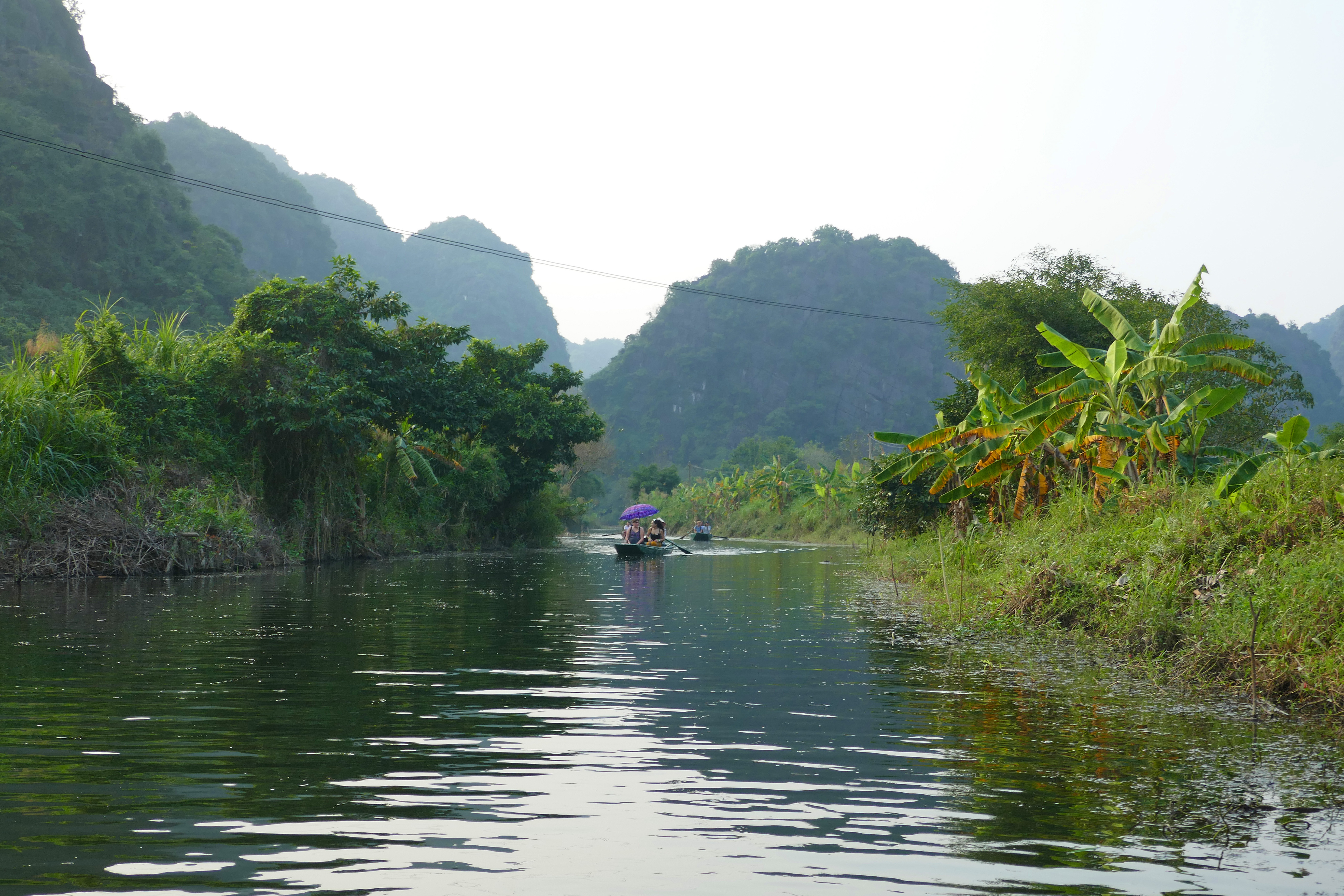
Đi thuyền ở Tam Cốc

Danh lam thắng cảnh là một thuật ngữ được sử dụng trong du lịch hiện đại, biểu thị hoặc là cảnh quan thiên nhiên đặc sắc, hoặc là các công trình văn hoá, hoặc có mặt cả hai. Đó là các địa điểm tham quan trong thành phố hoặc trong tự nhiên. Theo nghĩa này, tham quan là thuật ngữ được sử dụng để mô tả một chuyến đi du lịch, hoặc hành trình phục vụ mục đích tham quan nói chung.